# Butka
Butka (ros. Бутка) – wieś w Rosji, w obwodzie swierdłowskim. W 2010 roku liczyła 3077 mieszkańców. Miejsce urodzenia Borysa Jelcyna, prezydenta Federacji Rosyjskiej.